# 가렌코청

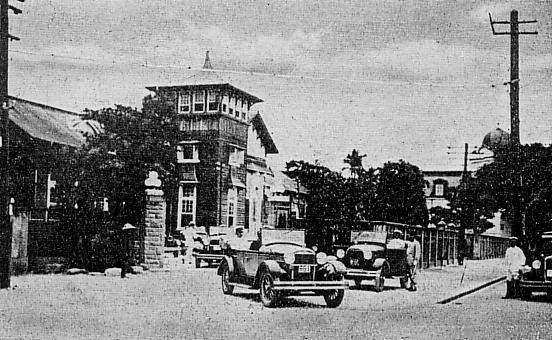
옛 가렌코청 청사

가렌코청 지도

가렌코청(일본어: 花蓮港庁, かれんこうちょう, Karen[kərén]ko-cho 가렌코초[*])은 일본 제국 치하의 대만 시대(대만일치시기)였던 1909년부터 1945년까지 존재했던 행정 구역 가운데 하나이다. 청사 소재지는 가렌코시(현재의 화롄시)이며 면적은 4,628.57km2(1940년 당시 기준), 인구는 147,744명(1940년 당시 기준), 인구 밀도는 31.9명/km2이다. 현재의 화롄현에 걸쳐 있었으며 걸쳐 있었으며 1개 시, 3개 군을 관할했다.

## 인구
인구는 1941년(쇼와 16년)에 실시된 인구 조사를 기준으로 한다.
- 전체 인구: 153,785명
  - 일본인: 20,914명
  - 대만인: 130,720명
  - 조선인: 119명
  - 그 외의 민족: 2,032명

## 행정 구역
행정 구역은 1945년(쇼와 20년) 당시를 기준으로 한다.
- 가렌코시 (花蓮港市, 화롄시)
  - 가렌군 (花蓮郡)
    - 요시노장(吉野庄), 고토부키장(壽庄), 겐카이장(硏海庄), 번지(蕃地)

  - 호린군 (鳳林郡)
    - 호린가(鳳林街), 미즈호장(瑞穗庄), 신샤장(新社庄), 번지(蕃地)

  - 다마자토군 (玉里郡)
    - 다마자토가(玉里街), 도미자토장(富里庄), 번지(蕃地)

## 같이 보기
- 대만일치시기